# 勝覺寺
勝覺寺（しょうかくじ）は、千葉県山武市松ヶ谷にある真言宗智山派の寺院。山号は萬徳山。通称四天尊勝覺寺と称する。本尊は釈迦如来。元々は、山武市成東の不動院長勝寺とともに下横地村（現在の山武市下横地）にあった円頓寺の末寺である。
寺宝に荻生徂徠撰述「勝覚寺縁起」があり、境内には松尾芭蕉の句碑がある。

## 歴史
寺伝によれば、勝覚寺は天暦元年（947年）、村上天皇の勅願寺として開かれたという。後、嘉暦元年（1326年）平常直が修復し明応9年（1500年）長覚が再興、天正19年（1591年）原氏が檀那となり修築したとされる。江戸時代には十石二斗の寺領を受け、安政5年（1858年）には両国回向院で出開帳をした記録も残されている。旧本尊の釈迦如来像は、空海（弘法大師）が入唐求法より帰朝の際に請来したものと伝える。

## 釈迦堂
釈迦堂には釈迦如来を本尊として、脇侍の阿難・迦葉両尊者像、四方を守護する四天王を安置する。四天王像は、仏師運慶が、国家安穏・護国鎮守を祈念し身の丈七尺に及ぶ四天王像を彫り上げ、龍宮に住む龍神に捧げる為に海中に流したが龍宮には届かず、現在の大網白里市の「四天木」流れつき、流れついた四天王が松ヶ谷村の勝覚寺の釈迦如来を守るため運んで欲しいと頼んだので勝覚寺まで運ばれたという伝説があるもので、当寺の通称「四天尊」の由来となっている。この四天王像は鎌倉時代の作。松材の寄木造で、玉眼を用い、4体とも像高2メートルを超える大作である。木造阿難・迦葉立像ははともに65センチメートル、いずれも檜寄木造、鎌倉時代中期から後期の作品で千葉県指定有形文化財である。
現在の釈迦堂は江戸時代中期の元禄8年（1695年）の建立で、様式は紀州（和歌山県）によく見られる造りといわれ、往時紀州棟梁の手によって建立されたとされる。1948年のアイオン台風により、著しく破損したのを1965年に大改修。また、1984年には宗祖弘法大師千百五十年御遠忌事業として、釈迦堂屋根の全面修復が行われた。寺宝の「勝覚寺縁起」は元・本寺の下横地円頓寺住職から勝覚寺住職となった覚眼のために、下横地で庇護や援助を受けた荻生徂徠が、この釈迦堂建立を讃え書き記したものである。

## 文化財
- 本尊釈迦如来像 （鎌倉末期）
- 木造四天王立像・木造阿難・迦葉立像 （鎌倉時代 県指定有形文化財）
- 芭蕉の句碑 （「ほととぎす 鳴くや黒戸の 浜ひさし」 市指定史跡）[2]
- 覚眼法印の墓石 （市文化財）

## 交通アクセス
- JR総武本線成東駅よりちばフラワーバス海岸線「松ヶ谷」下車徒歩3分
- 千葉東金道路山武成東インターチェンジより10 km